# Weiser (Idaho)
Weiser ist eine Stadt und County Seat im Washington County im Südwesten des US-Bundesstaates Idaho. Weiser hatte bei der Volkszählung 2020 des US Census Bureau 5630 Einwohner auf einer Fläche von 6,1 km² und liegt am Zusammenfluss des Weiser River und des Snake River auf 647 m Höhe. Der Snake River bildet hier die Grenze zum benachbarten Bundesstaat Oregon.

## Geschichte
Weiser wurde wahrscheinlich nach dem Weiser River benannt. Andere behaupten, dass Weiser nach Peter M. Weiser benannt wurde, einem Soldaten der Lewis-und-Clark-Expedition. Eine weitere Theorie besagt, dass die Stadt nach dem Trapper Jacob Weiser benannt wurde.

## Einzelnachweise

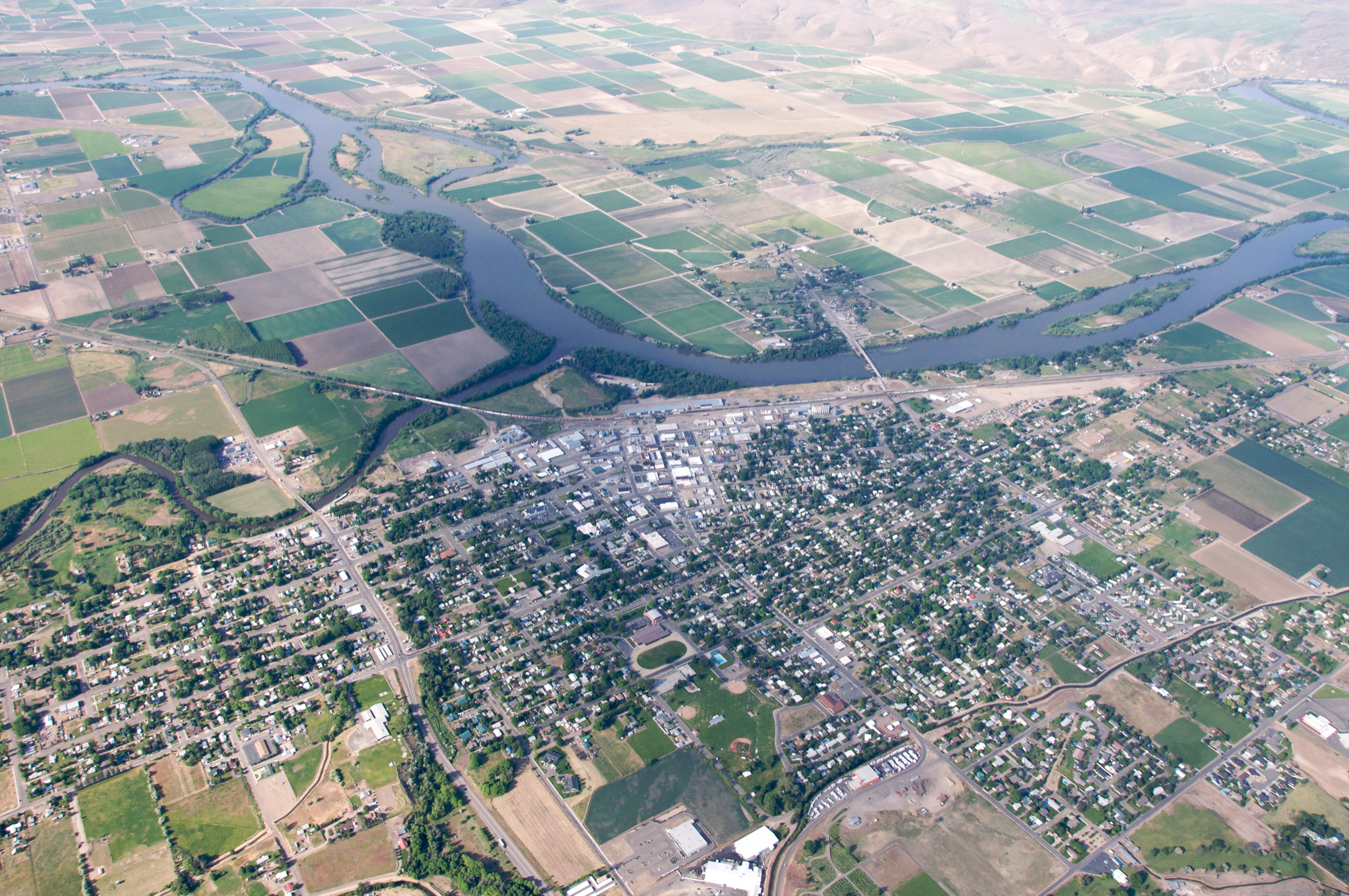
Weiser aus der Vogelschau

## Persönlichkeiten
- John Jensen (* 1933), Kostümbildner